# Wyszehradzki most kolejowy
Wyszehradzki most kolejowy (cz. Vyšehradský železniční most) – most kolejowy nad Wełtawą, w Pradze, stolicy Czech. Łączy Dworzec Główny w Pradze z dworcem Praha-Smíchov. Most nigdy nie został oficjalnie nazwany, a jego nazwa nieoficjalna związana jest z faktem iż znajduje się tuż obok Wyszehradu.
Most został zbudowany w latach 1871–1972 i ma długość 196,3 metrów.